# Брахиозавриды
Брахиозавриды (лат. Brachiosauridae) — семейство завроподовых динозавров из клады Titanosauriformes, обитавших на территории Лавразии и Гондваны с поздней (либо средней) юры по ранний мел. Представляли собой растительноядных четвероногих животных с большими передними (больше чем задние) конечностями, превышавшими по размеру таковые у камаразаврид, высокими шеями с относительно удлинёнными мордами на конце и длинными хвостами.
Брахиозавриды получили широкое распространение в поздней юре, что, как считается, свидетельствует об их происхождении в средней юре, до распада Пангеи. В конце юрского периода эта клада зафиксирована как в Северном, так и в Южном полушарии, включая Северную Америку, Африку и, возможно, Европу и Южную Америку. После границы юрского и мелового периодов находки брахиозавров ограничиваются ранним мелом: аптом—альбом на территории Северной Америки и барремом на территории Южной Америки. Отсутствие этой группы на других участках суши в течение раннего мела интерпретировалось либо как результат локальных вымираний, либо как результат в целом плохой летописи окаменелостей раннего мела.
Наиболее изученным брахиозавридом является жираффатитан (Giraffatitan) из отложений верхнеюрской формации Тендагуру в Танзании; его смонтированный композитный скелет выставлен в Музее естествознания в Берлине.

## Эволюция
Несмотря на то, что первые бесспорные свидетельства о брахиозавридах относятся к поздней юре (жираффатитан, брахиозавр), происхождение этой клады завроподовых динозавров обычно рассматривается как восходящее к средней юре, до начала фрагментации Пангеи. Эта интерпретация в основном основана на широком распространении брахиозаврид в поздней юре. Позднеюрские однозначные таксоны брахиозаврид известны из Северной Америки (брахиозавр; Риггс, 1903 год) и Африки (жираффатитан; Яненш, 1914 год). В дополнение к этим хорошо известным таксонам, другие более фрагментарные остатки позднеюрских завропод из Европы в настоящее время рассматриваются как брахиозавриды, увеличивая разнообразие и географию распространения клады в это время. Одной из таких находок является "Bothriospondylus" из оксфордских отложений на территории Франции, который представляет собой самую старую находку этой группы. Вторым возможным брахиозавридом из поздней юры Европы является Lusotitan atalaiensis из отложений времён киммериджа на территории Португалии. Также сообщалось о возможном брахиозавриде из поздней юры Южной Америки. Немецкий палеонтолог Оливер Раухут описал фрагментарные материалы завропода из кальциевой формации в Патагонии (оксфорд—киммеридж) и отнес их к брахиозавридам. Несмотря на неопределенность в отношении сходства некоторых более фрагментарных материалов, из записей окаменелостей ясно, что бесспорные остатки брахиозаврид присутствовали в течение поздней юры как в северном (Северная Америка, Европа), так и в южном (Африка) полушариях.
В отличие от широкого распространения брахиозаврид в поздней юре, их география в раннем мелу была гораздо более ограниченной. Меловые брахиозавриды известны из апта—альба на территории Северной Америки (Venenosaurus, Cedarosaurus и Abydosaurus) и баррема на территории Южной Америки (Padillasaurus). Принимая во внимание находку Padillasaurus leivaensis из раннего мела Колумбии, а также предполагаемые зубы брахиозаврид из Ливана, возможно, что брахиозавриды дожили до мелового периода в низких широтах во всей северной Гондване. В раннем меловом периоде Колумбия располагалась недалеко от экватора на северо-западе Гондваны, а Ливан был частью Афро-Аравийского плато на северо-востоке Гондваны.
Уменьшение географии распространения брахиозаврид в раннем мелу было истолковано как продукт локальных изменений в Европе, Африке и Южной Америке. Филип Мэннион с соавторами однако отметили, что это отсутствие также может быть вызвано искажением в плохой летописи окаменелостей завропод раннего мела. Ранний мел является периодом низкого разнообразия завропод во всем мире, и несравним с высоким разнообразием, зарегистрированным в поздней юре. Является ли это уменьшение результатом действительно низкого разнообразия после события вымирания на границе юрского и мелового периодов или в основном результат в плохой летописи окаменелостей, на данный момент точно неизвестно.

## Систематика
Семейство Brachiosauridae было выделено американским палеонтологом Элмером Риггсом в 1904 году, спустя год после того, как он описал брахиозавра (Brachiosaurus, буквально — «плечистый ящер»), типовой род этого семейства.
В 1998 году Джеффри Уильям и Пол Серено определили брахиозаврид как включающую всех Titanosauriformes, более родственных брахиозавру (Brachiosaurus), чем сальтазавру (Saltasaurus). В некоторых последующих работах встречается более точная версия этого определения, по которой брахиозавридами являются все таксоны, более родственные Brachiosaurus brancai Janensch, 1914, чем Saltasaurus loricatus Bonaparte & Powell, 1980. В 2005 году Серено добавил дополнительные таксоны в определение для гарантии того, что если вдруг один из них окажется ближе к брахиозавру, чем к сальтазавру, то он не будет включён в состав брахиозаврид. По его новому определению, брахиозавриды — это наиболее инклюзивная клада, включающая Brachiosaurus brancai Janensch, 1914, но не Saltasaurus loricatus Bonaparte & Powell, 1980, Euhelopus zdanskyi Wiman, 1929 и Camarasaurus lentus Marsh, 1889. Проблемой этого определения является указание в качестве спецификатора не типового и единственного известного вида брахиозавра (Brachiosaurus altithorax), а Brachiosaurus brancai, который в настоящее время выделен в отдельный род (Giraffatitan).

### Разнообразие

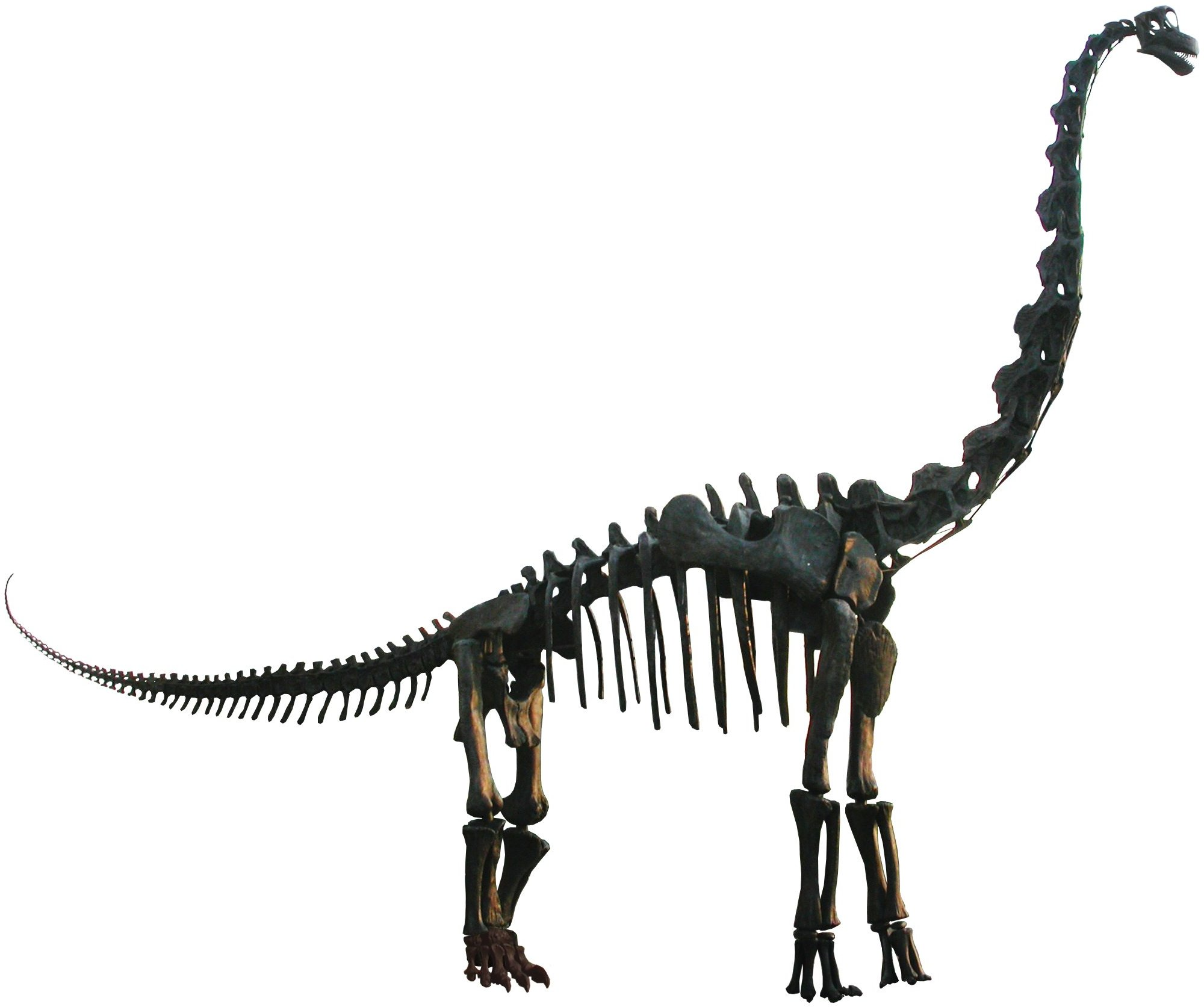
Реконструированная копия голотипа брахиозавра FMNH P25107 в Филдовском музее естественной истории

Согласно данным сайта Paleobiology Database, на март 2021 года в семейство включают 9 вымерших монотипических родов:
- Род Abydosaurus Chure et al., 2010
- Род Brachiosaurus Riggs, 1903
- Род Cedarosaurus Tidwell et al., 1999
- Род Galvesaurus Barco et al., 2005
- Род Giraffatitan Paul, 1988
- Род Lusotitan Antunes & Mateus, 2003
- Род Sonorasaurus Ratkevich & Scarborough, 1998
- Род Venenosaurus Tidwell et al., 2001
- Род Vouivria Mannion et al., 2017

В состав брахиозаврид может также входить род Atlasaurus Monbaron et al., 1999, который, согласно другой точке зрения, относится к Turiasauria. Островной карлик европазавр (Europasaurus) первоначально был восстановлен как базальный представитель клады Camarasauromorpha, но в дальнейшем некоторые авторы предположили его положение в составе базальной группы брахиозаврид; в настоящее время вопрос о классификации европазавра остаётся дискуссионным. Роды Sauroposeidon и Qiaowanlong первоначально были описаны как брахиозавриды, но последующие исследования позволили отнести их к базальным Somphospondyli.